# Flowers and Trees
Flowers and Trees (tạm dịch: Những bông hoa và những cái cây) là một phim hoạt hình thuộc loạt phim Silly Symphonies được sản xuất bởi Walt Disney vào năm 1932. Đạo diễn của bộ phim là Burt Gillett. Phim được phát hành tới các rạp chiếu bởi United Artists vào ngày 30 tháng 7 năm 1932. Đây là bộ phim thương mại đầu tiên được sản xuất bằng kĩ thuật ba dải màu với đầy đủ màu sắc của Technicolor. Những bộ phim Technicolor nhiều năm trước đó chỉ có hai màu.
Flowers and Trees ban đầu được sản xuất dưới dạng phim hoạt hình trắng đen trước khi Walt Disney xem những thử nghiệm kĩ thuật ba dải màu Technicolor của Herbert Kalmus. Với quyết định rằng Flowers and Trees sẽ là 1 thử nghiệm hoàn hảo cho kĩ thuật này, Walt Disney đã bỏ đi những cảnh phim đen trắng và làm lại phim với màu sắc. Màu sắc của Flowers and Trees đã thành công về mặt thương mại và đánh giá phê bình, giúp bộ phim thắng Giải Oscar cho phim hoạt hình ngắn.
Với những thành công đạt được của Flowers and Trees, những phim hoạt hình Silly Symphonies sau đó đều được sản xuất bằng kĩ thuật ba dải màu của Technicolor. Sự mới lạ của những màu sắc được thêm vào đã giúp cho các phim hoat hình Silly Symphonies thất bại về doanh thu trước đó nổi tiếng trở lại. Mickey Mouse, loạt phim hoạt hình ngắn khác của Disney, được cho là đủ thành công để không phải nâng cấp thêm về màu sắc, và do đó nó vẫn được sản xuất dưới dạng trắng đen cho tới phim The Band Concert vào năm 1935.
Hợp đồng độc quyền của Disney với Technicolor có hiệu lực đến hết năm 1935 đã buộc những nhà làm phim hoạt hình khác như Ub Iwerks và Max Fleischer sử dụng kĩ thuật kém hơn như kĩ thuật hai màu của Technicolor hoặc 1 hệ thống hai màu cạnh tranh khác như Cinecolor.